# Elmstein
Elmstein là một đô thị thuộc huyện Bad Dürkheim, trong bang Rheinland-Pfalz, phía tây nước Đức. Đô thị Elmstein có diện tích 75,69 km², dân số thời điểm ngày 31 tháng 12 năm 2006 là 2730 người.